# Jakob Beks
Jakob Beks (Hamont, 20 december 1952) is een Vlaams acteur die bij een groot televisiepubliek bekend werd als Bernard Theofiel Waterslaeghers in de sitcom F.C. De Kampioenen. Hij had ook de mannelijke hoofdrol als Bex in de serie Bex & Blanche met Dora van der Groen als Blanche.

## Biografie
Beks werd geboren te Hamont, en studeerde in 1974 af aan de Studio Herman Teirlinck.
Hij speelde in een aantal producties van de Blauwe Maandag Compagnie waaronder de Shakespeare bewerking "Ten Oorlog". Van 2003 tot 2007 speelde hij vier seizoenen een hoofdrol in Diplodocus Deks van het Publiekstheater en de Koninklijke Vlaamse Schouwburg. Een andere langlopende productie waarmee Beks op de planken stond was Niets van de Kopergietery.

## Privé
Beks is gehuwd en vader van twee kinderen.

## Tv- en filmcarrière
- De zonen van Van As - De cross (2022) - Cyril
- Voor altijd Kampioen! (2021) - Bernard Theofiel Waterslaeghers
- F.C. De Kampioenen 4: Viva Boma (2019) - Bernard Theofiel Waterslaeghers
- Hetisingewikkeld (2019) - Patrick Verbanck
- De regel van 3S (2019) - Gilbert
- Beau Séjour (2017) - Onderzoeksrechter Vercammen
- De regel van 3S (2017) - Visser Fonne
- Chaussée d'Amour (2016) - Frans
- De Kotmadam (2016) - Marcel
- Amigo's (2015) - Giropractor
- Ay Ramon! (2015) - Herbergier
- Altijd prijs (2015) - Buurman Rik Provoost
- Vossenstreken (2015) - Walter Gils
- Amateurs (2014) - Regisseur Thuis
- De Ridder (2013) - Alain
- Lang Leve... (2013) - De belastingscontroleur
- Met man en macht (2013)
- Wolven (2012) - Robert Luyten
- De Vijfhoek (2012) - Pierre
- Clan (2012) - Detective De Clerck
- Quiz Me Quick (2012) - Frans
- Zone Stad (2012) - De Pauw
- De Elfenheuvel (2011-2012) - Edgar Vleugeleers
- Het goddelijke monster (2011) - Advocaat
- Familie (2011) - Onderzoeksrechter Lepez
- Quixote's Island (2011) - San's leraar
- Code 37 (2011) - Inspecteur Meus
- Het gordijnpaleis van Ollie Hartmoed (2011) - Opa Luc Spatelplaat
- Zone Stad (2010) - Antoine (Tony) Vermeer
- Wolf (2010) - gastrol
- David (2010) - Vader van Robbie Stevaert
- Witse (2009) - Albert Vroman
- Jes (2009) - Plastische chirurg
- Aspe (2009) - Ludwig Van Weynegem
- Blinker en de Blixvaten (2008) - Commissaris Van Gestel
- Happy Singles (2008) - Lucas Mercelis
- De Smaak van De Keyser (2008) - Directeur van de bank
- Happy Together (2008) - inspecteur
- Spoed (2008) - Louis
- Vermist (2008, 2011) - Bruno Van Tricht
- Sara (2007-2008) - Leraar kookles voor volwassenen
- Katarakt (2007-2008) - Chef fruitveiling
- Mega Mindy (2007) - Bad Max
- Emma (2007) - Journalist Ronald Verdickt
- Ben X (2007) - Leraar metaal
- Thuis (2005-2006) - Jacques Van Ginderen
- Witse (2006) - Pol Thys
- De kavijaks (2006) - Herbergier
- Waltz (2006) - Mr. Hoboken
- Zone Stad (2005) - Ontslagen werknemer van de zoo
- De wet volgens Milo (2005) - Rechter Raet
- Witse (2004) - Raf Persoons
- Rupel (2004) - Eddy Dewael
- Het eiland (2004) - Bert
- Sprookjes (2004)
- Flikken Gent - (2003) - Stefaan de Donder
- Het eiland (2004-2005) - televisieserie - Magazijnier Bert
- Meiden van De Wit (2003) - televisieserie - Dhr. Kappellekes
- Sedes & Belli (2002) - televisieserie - Louis Tydgat
- Recht op recht (2001) - televisieserie - Frank Plaatsnijder
- Kaas (1999) - Hamer
- Heterdaad (1998) - televisieserie - Rudy Burgraeve
- F.C. De Kampioenen (1990) - televisieserie - Bernard Theofiel Waterslaeghers (1998-2000)
- Kongo (1997) - Meneer Verdin
- Buiten De Zone (1996) - televisieserie - Franske Vandermeeren
- Antonia (1995) - Boer Daan
- Pleidooi (1995) - televisieserie
- Buiten De Zone (1995) - televisieserie - Franske
- De bossen van Vlaanderen (1991) - televisieserie - Advocaat
- F.C. De Kampioenen (1990) - televisieserie - Mike Verfaillie (1994)
- Niet voor publikatie (1994) - televisieserie
- Beck - De gesloten kamer (1993) - Fisher
- Bex & Blanche (1993) - televisieserie - Bex
- Alfa Papa Tango (1990) - televisieserie
- Langs de Kade (1990) - televisieserie
- Het Begeren (1988) (tv)
- De Dwaling (1987) (mini) - televisieserie - Freddy Buys
- Merlina (1983) - televisieserie - IMS lid, boswachter
- Het Pleintje (1986) - televisieserie - Ludo
- Geschiedenis mijner jeugd (1983) - televisieserie
- Daar is een mens verdronken (1983) (tv) - Feelke
- Het Veenmysterie (1982) - televisieserie
- Vrijdag (1980) - Model voor Jules
- Tabula rasa (1979) (tv) - Kals
- De Collega's (1978) - Odile Tertelure
- Toch zonde dat 't een hoer is (1978) (tv) - Poggio
- Het Dievenbal (1977) (tv) - Dupont-Dufort zoon
- De goede en de trouwe dienaar (1975) (tv) - Raf
- Boerin in Frankrijk (1973) - televisieserie - knecht